# Kallakkurichchi
Kallakkurichchi är en ort i Indien.   Den ligger i distriktet Villupuram och delstaten Tamil Nadu, i den södra delen av landet, 1 900 km söder om huvudstaden New Delhi. Kallakkurichchi ligger 131 meter över havet och antalet invånare är 40 449.
Terrängen runt Kallakkurichchi är platt. Runt Kallakkurichchi är det tätbefolkat, med 411 invånare per kvadratkilometer. Närmaste större samhälle är Rishivandiyam, 17,1 km nordost om Kallakkurichchi. Trakten runt Kallakkurichchi består till största delen av jordbruksmark.